# Josypenky
Josypenky (ukr. Йосипенки) – wieś na Ukrainie, w obwodzie winnickim, w rejonie niemirowskim. W 2001 roku liczyła 121 mieszkańców.
W okolicy Josypenków, Zarudynców i Ozera odkryto pozostałości trzech osad kultury trypolskiej.